# حیدر بهمنی
حیدر بهمنی (زاده ۱۳۳۰ رامهرمز) کارشناس حفاری و مدیر اجرایی ایرانی است، که پیش‌تر در سه دوره مدیرعاملی شرکت ملی حفاری ایران را برعهده داشت.
وی دانش‌آموخته کارشناسی مهندسی مکانیک از دانشگاه صنعت نفت است و فعالیت شغلی خود را از سال ۱۳۵۲ در شرکت ملی نفت ایران آغاز کرد. بهمنی در فاصله سال‌های ۱۳۷۷ تا ۱۳۸۱ به‌عنوان مدیرعامل شرکت ملی حفاری ایران فعالیت می‌کرد، از ۱۳۸۱ تا ۱۳۸۳ مدیرعامل شرکت کالای نفت لندن بود و از ۱۳۸۳ تا ۱۳۸۴ مدیرعاملی شرکت حفاری شمال را برعهده داشت. وی در سال ۱۳۸۴ برای دومین بار به مدیرعاملی شرکت ملی حفاری ایران منصوب شد و تا سال ۱۳۹۱ در این جایگاه فعالیت نمود. او از سال ۱۳۹۳ تا ۱۳۹۶ برای بار سوم مدیرعامل شرکت ملی حفاری ایران بود.

## مسئولیت‌ها
- رئیس خدمات سرچاهی مناطق نفتخیز جنوب ۱۳۶۱ تا ۱۳۶۴
- رئیس اداره کل بهره‌برداری ۱۳۶۴ تا ۱۳۶۵
- رئیس بهره‌برداری منطقه اهواز و مارون ۱۳۶۷ تا ۱۳۷۰
- رئیس اداره کل حفاری مناطق نفت‌خیز ۱۳۷۰ تا ۱۳۷۳
- مدیرعامل شرکت ملی حفاری ایران ۱۳۷۶ تا ۱۳۸۱
- مدیرعامل شرکت کالای نفت لندن ۱۳۸۱ تا ۱۳۸۳
- مدیرعامل شرکت حفاری شمال ۱۳۸۳ تا ۱۳۸۴
- مدیرعامل شرکت ملی حفاری ایران ۱۳۸۴ تا ۱۳۹۱[۷]

## جوایز و نشان‌ها
بهمنی در سال ۱۳۷۶ از سوی انجمن مهندسین مکانیک ایران، به‌عنوان مهندس مکانیک نمونه کشور انتخاب شد. وی در سال ۱۳۸۰ به‌عنوان مدیر نمونه وزارت نفت معرفی گردید و در سال ۱۳۸۱ نیز مدال درجه ۳ شجاعت را از رئیس‌جمهور وقت دریافت کرد.